# Садик, Джон
Джон Садик (нидерл. John Sadiek; 22 июня 1945, Парамарибо) — суринамский шашист. Многократный чемпион Суринама по международным шашкам. Международный мастер.

## Спортивные результаты
Чемпион Суринама (1965, 1987, 1992, 1993, 1994, 1996, 2001, 2002, 2006 и 2007).
Участвовал в чемпионатах Америки 1987 (3 место), 1993 (3 место), 1997 (4 место), 2002 (5 место), 2009 (2 место).
На чемпионате мира в 1988 году занял 15 место, в 1996 году 6 место в группе В полуфинала.

## Семья
Джон Садик внук Хамзы Садика, бывшего футболиста клуба «Утрехт». В 1967 году женился на Хамиде Илахибаксе (нидерл. Hamida Ilahibaks), у них трое детей: Реза (27 августа 1968), Джерри ( 4 сентября 1971) и Тарик (26 июля 1981). Джерри профессионально играет в шашки (в 2009 году занял третье место на чемпионате Суринама).